# Enrique Gainzarain
Enrique A. Gainzarain (Buenos Aires, 7 de dezembro de 1904 - 18 de julho de 1972) foi um futebolista argentino, medalhista olímpico.

## Carreira
Enrique Gainzarain fez parte do elenco medalha de prata, nos Jogos Olímpicos de 1928.

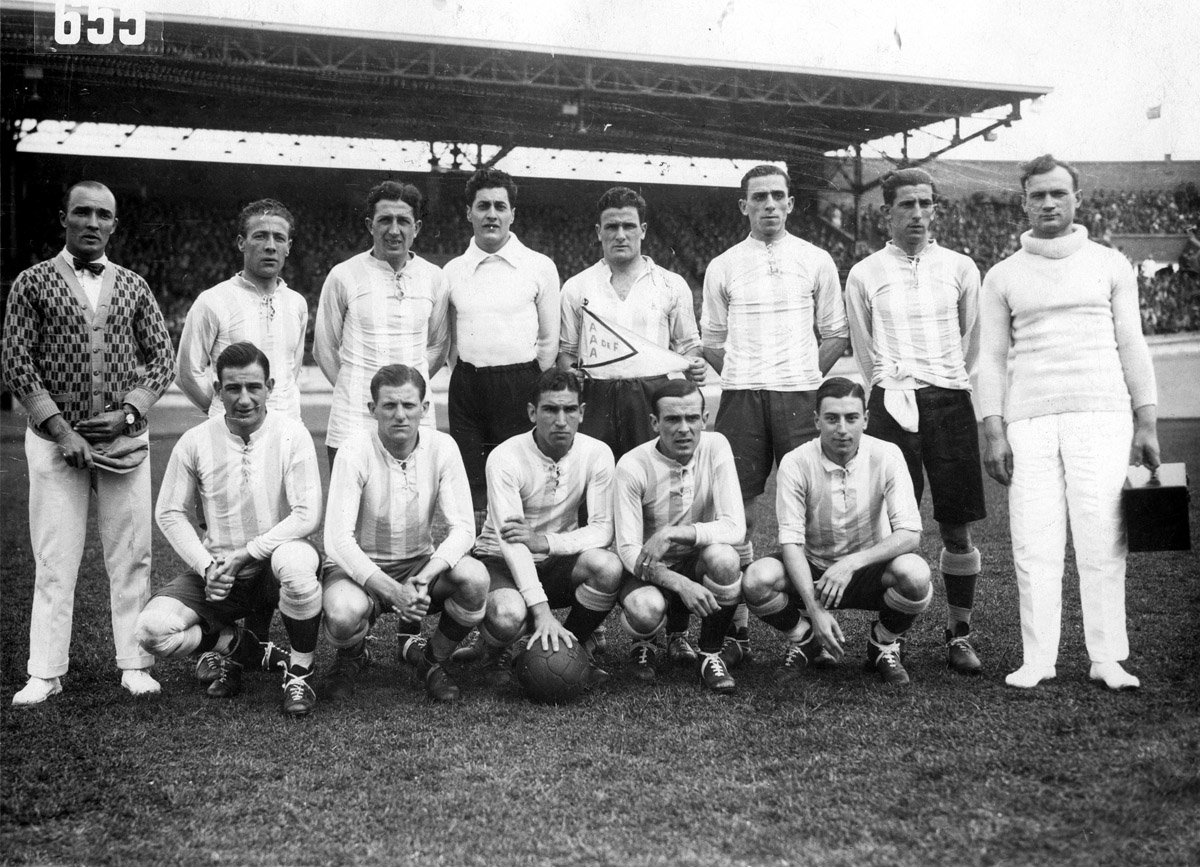
Equipe Argentina de 1928